# (2047) Smetana
(2047) Smetana (voorlopige aanduiding 1971 UA1) is een planetoïde in de binnenste planetoïdengordel, die op 26 oktober 1971 werd ontdekt door Luboš Kohoutek in het observatorium van Bergedorf. De planetoïde werd in 1979 vernoemd naar de 19e-eeuwse Tsjechisch componist Bedřich Smetana.
(2047) Smetana is een planetoïde van ongeveer 3 km diameter.

## Baan om de Zon
De planetoïde beschrijft een baan om de Zon die gekenmerkt wordt door een perihelium van 1,8658 AE en een aphelium van 1,8783 AE. De baan wordt ook gekenmerkt door een zeer lage excentriciteit van 0,0033. De planetoïde heeft een periode van 2,56 jaar (of 935,60 dagen).

## Satelliet
In 2012 werd door Brian D. Warner een natuurlijke satelliet ontdekt bij (2047) Smetana, die S/2013 (2047) 1 genoemd is. S/2013 (2047) 1 heeft een diameter van ongeveer 0,63 km.